# آگاوه (اسطوره)
آگاوه Agave، در اسطوره‌های یونان، دختر کادموس و هارمونیا است.
آگاوه و خواهرانش حرف سمله را در مورد خدازاد بودن فرزندش دیونوسوس باور نکردند و دوینوسوس آن‌ها را دیوانه کرد و آگاوه به دست خود فرزندش پنتئوس را تکه تکه کرد.